# Verchin
Verchin is een Franse gemeente in het departement Pas-de-Calais, ongeveer 40 kilometer ten zuiden van Sint-Omaars. Verchin ligt in het vroegere graafschap Artesië.

## Toponymie
In het jaar 638 werd Verchin voor het eerst vermeld, als Wereinium. De naam is afgeleid van de Romeinse persoonsnaam Vercinius.

## Bezienswaardigheden
- De Sint-Omaarskerk (Église Saint-Omer) met haar gedraaide en gebogen torenspits, waaraan een legende is verbonden. De verstevigde toren was een versterking langs de weg tussen Vieil-Hesdin en Terwaan.

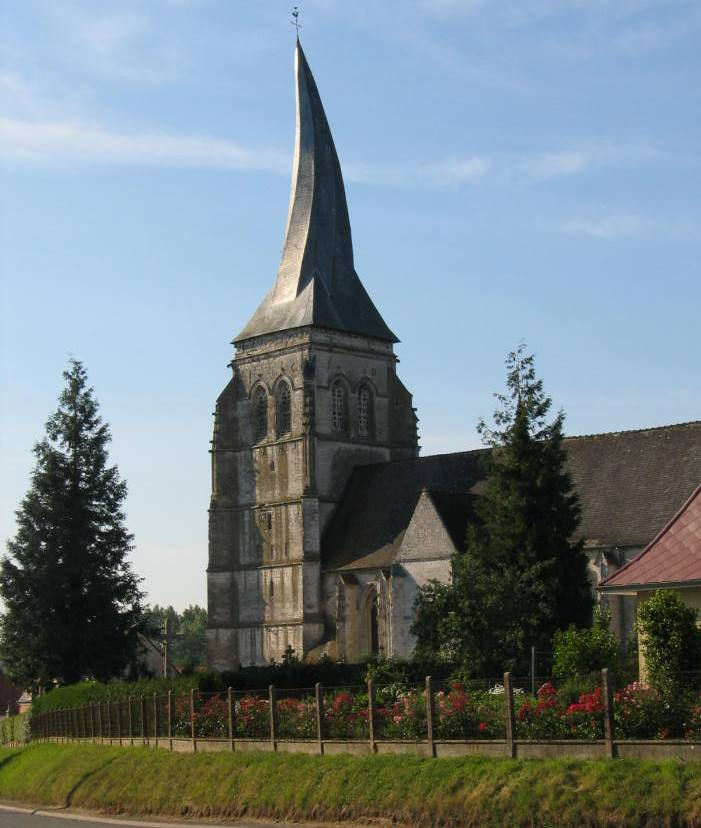
Sint-Omaarskerk (12 juli 2005) met gedraaide toren

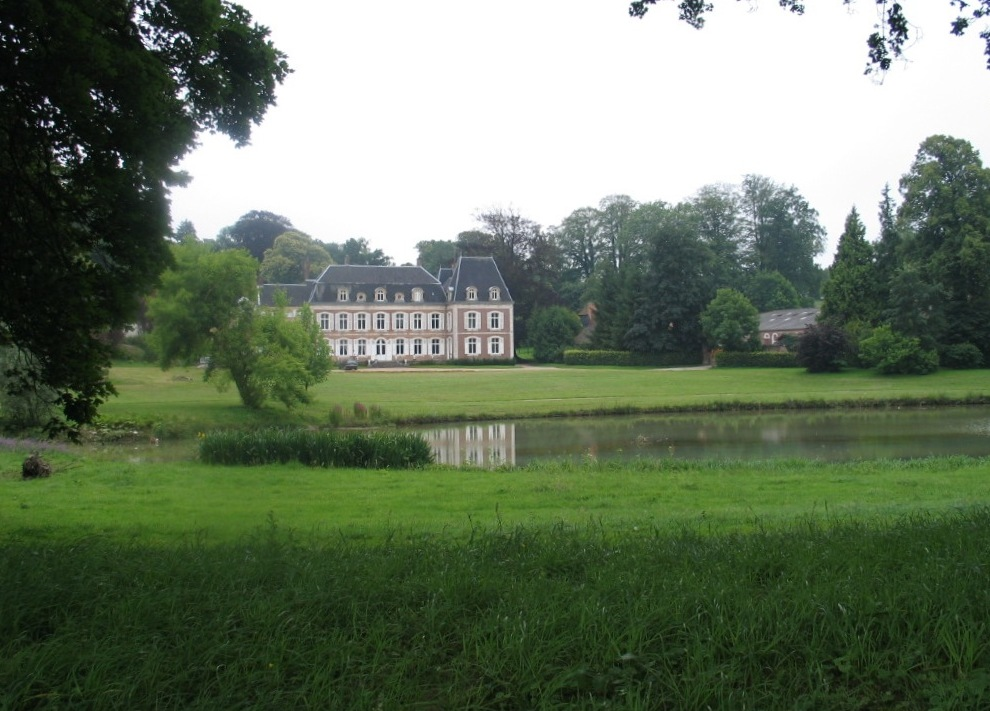
Kasteel van Verchin (12 juli 2005)

- Het Kasteel van Verchin

## Natuur en landschap
Verchin ligt aan de bovenloop van de Leie op een hoogte van 88 tot 171 meter.

## Demografie
Onderstaande figuur toont het verloop van het inwonertal (bron: INSEE-tellingen).

## Nabijgelegen kernen
Crépy, Fruges, Lisbourg, Lugy, Ambricourt
1. ↑  Populations de référence 2022.